# Pakaraka
Pakaraka est une localité du Northland en Nouvelle-Zélande.

## Description
Le lieu est connu pour son pa ainsi que pour le cône volcanique haut de 270 m Pouerua (en) où des recherches archéologiques ont été menées dans les années 1980.

## Histoire
En 1845, des combats de la guerre du mât (Flagstaff War) s'y sont déroulés et après la bataille d'Ohaeawai du 23 juin 1845, le pa a été détruit par les troupes britanniques le 16 juillet 1845.

## Personnalités
- Le chef Ngāpuhi Hōne Heke y est né vers 1807-1808 et y fut inhumé en secret en août 1850.
- Le missionnaire Henry Williams s'est retiré à Pakaraka et y a construit une église en 1850-1851.

## Galerie

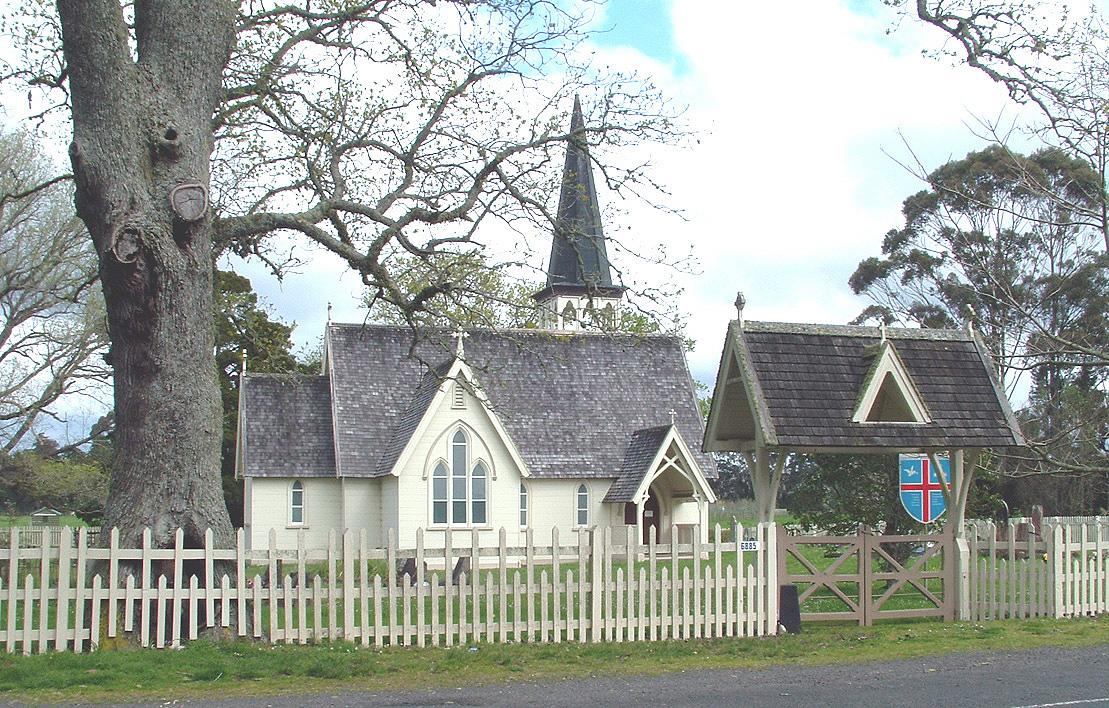
Eglise de la sainte Trinité à Pakaraka
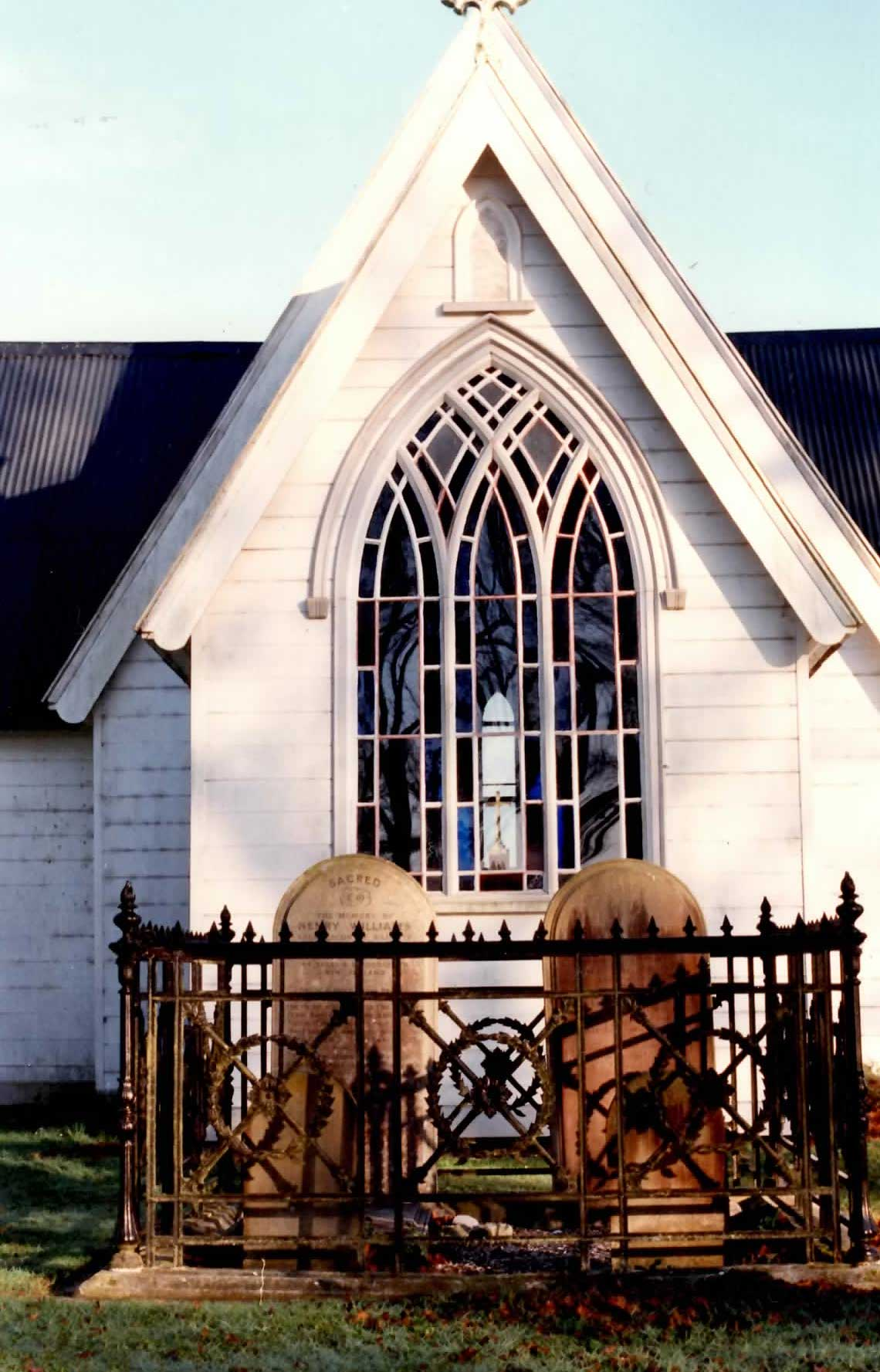
Tombes de Henry et Marianne Williams à l'église de la sainte Trinité
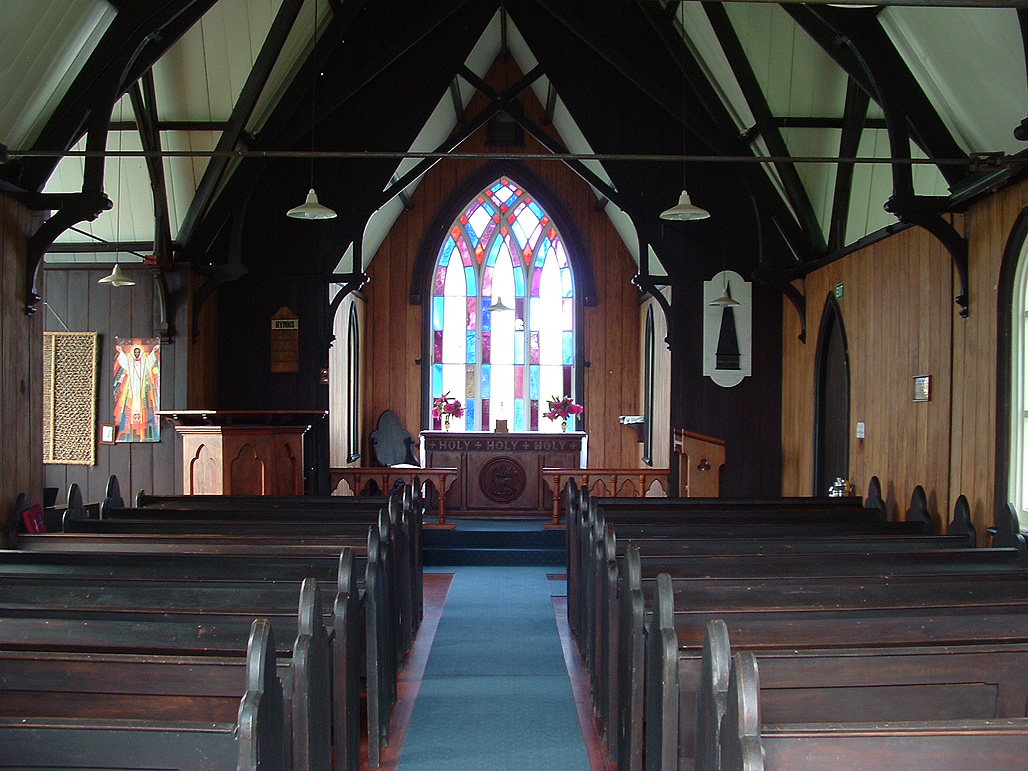
Interieur de l'église de la sainte Trinité
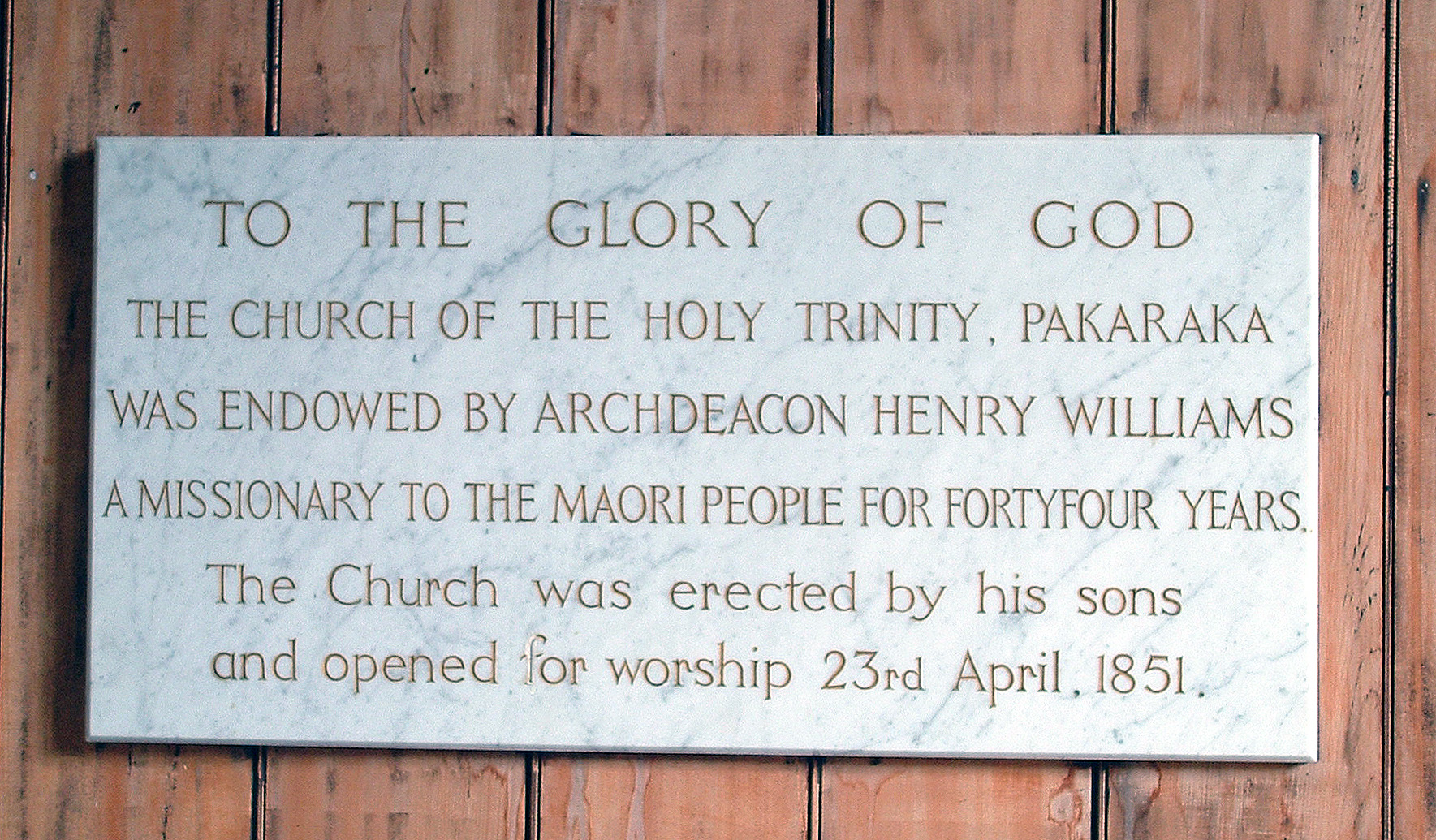
Plaque hommage dans l'église
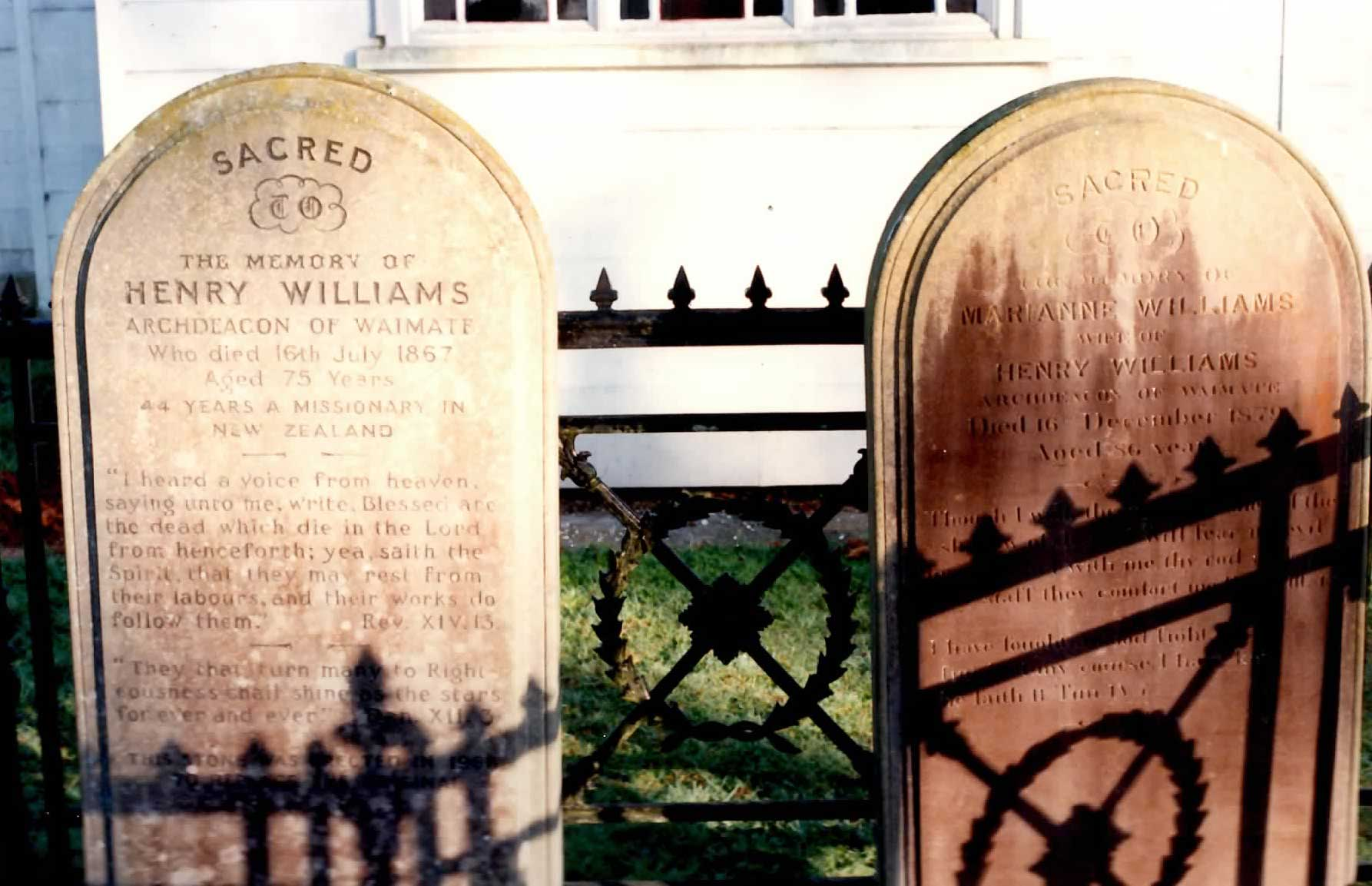
Tombes de Henry et Marianne Williams